# Фармингтън (Мейн)
Фармингтън (на английски: Farmington) е град в САЩ, щата Мейн. Административен център е на окръг Франклин. Населението на града е 7633 души (по приблизителна оценка от 2017 г.). Фармингтън е известен с ежегодния си панаир и Фармингтънският Мейнски университет.